# Curling-Mixed-Europameisterschaft 2005
Die Curling-Mixed-Europameisterschaft 2005 fand in Canillo in Andorra statt.

## Teilnehmer
| Andorra | Dänemark | Deutschland |
| --- | --- | --- |
| Skip: Damaso Hernandez Third: Sara Pintat-Fuld Second: Arnau Friguls Lead: Cyrille Ferrandis Alternate: Enric Morral Alternate:                     | Skip: Birthe Falk Hansen Third: Flemming Mortensen Second: Rachel Pedersen Lead: Niels Thorbjorn Jorgensen Alternate:                                     | Skip: Rainer Schöpp Third: Andrea Schöpp Second: Helmar Erlewein Lead: Monika Wagner Alternate:                                                   |
| England | Estland | Finnland |
| Skip: Alan MacDougall Third: Joan Reed Second: Chris Robinson Lead: Claire Grimwood Alternate: Forbes Fenton Alternate: Lorna Rettig                | Skip: Martin Lill Third: Kristine Lill Second: Jan Anderson Lead: Anneli Sinirand Alternate: Ingar Mäesalu Alternate: Siret Voll                          | Skip: Markku Uusipaavalniemi Third: Krisi Nykänen Second: Teemu Salo Lead: Tiina Kautonen Alternate:                                              |
| Frankreich | Irland | Italien |
| Skip: Vianney Leudiere Third: Stephanie Jaccaz Second: Jean-Xavier Cheval Lead: Julie Ducrot Alternate: Guillaume Despres Alternate: Joelle Perguet | Skip: Tony Tierney Third: Marie Therese O’Kane Second: James Winning Lead: Jane Moira Paterson Alternate:                                                 | Skip: Antonio Menardi Third: Claudia Alvera Second: Massimo Antonelli Lead: Anna Ghiretti Alternate: Alberto Menardi Alternate: Giorgia Apollonio |
| Kroatien | Lettland | Luxemburg |
| Skip: Alen Cadez Third: Katarina Radonic Second: Ognjen Golubic Lead: Zrinka Muhek Alternate:                                                       | Skip: Karlis Smilga Third: Iveta Stasa Second: Roberts Krusts Lead: Ieva Piksena Alternate: Janis Klive Alternate:                                        | Skip: Thomas Schröder Third: Isabelle Rueda Second: Bev Lawrence Lead: Milena Messori Alternate: Marco Etienne Alternate:                         |
| Niederlande | Polen | Russland |
| Fourth: Gerrit-Jan Scholten Third: Margeet Post (Skip) Second: Marco van Vliet Lead: Alie Kramer Alternate: Jeroen Postma Alternate:                | Skip: Arkadiusz Detyniecki Third: Marta Szeliga-Frynia Second: Pawel Frynia Lead: Marianna Das Alternate: Agnieska Ogrodniczek Alternate: Pawel Burlewicz | Skip: Alexander Kirikov Third: Margarita Fomina Second: Dmitry Abanin Lead: Anzhela Tyuvaeva Alternate: Alexey Kamnev Alternate: Ilona Grishina   |
| Schottland | Schweden | Schweiz |
| Skip: Derek Brown Third: Cathryn Guthrie Second: Greig Smith Lead: Rhona Brown Alternate:                                                           | Skip: Niklas Edin Third: Stina Viktorsson Second: Sebastian Kraupp Lead: Anna Viktorsson Alternate:                                                       | Skip: Roman Ruch Third: Karin Baumann Second: Romano Ruch Lead: Anja Ruch Alternate: Niki Goridis Alternate: Manuel Ruch                          |
| Slowakei | Spanien | Tschechien |
| Skip: Pavel Kocian Third: Barbara Bugarova Second: Ronald Krcmar Lead: Katarina Langova Alternate:                                                  | Skip: Antonio de Mollinedo Third: Ellen Kittelsen Second: Pierre Andre Rouard Lead: Ana Arce Alternate:                                                   | Skip: Karel Hradec Third: Jana Medricka Second: Marek Brozek Lead: Tereza Mataskova Alternate: Vaclav Port Alternate: Eva Seifertova              |
| Ungarn | Wales | |
| Skip: Ildiko Szekeres Third: György Nagi (Skip) Second: Alexandra Beres Lead: Krisztián Barna Alternate:                                            | Skip: Peter Williams Third: Helen Lyon Second: Scott Lyon Lead: Yadzia Williams Alternate:                                                                | |

## Round Robin

### Gruppe A
| Platz | Team        | Spiele | Siege | Ndlg. |
| ----- | ----------- | ------ | ----- | ----- |
| 01.   | Tschechien  | 5      | 5     | 0     |
| 02.   | Deutschland | 5      | 4     | 1     |
| 03.   | Frankreich  | 5      | 3     | 2     |
|       | Estland     | 5      | 3     | 2     |
| 05.   | Dänemark    | 5      | 1     | 4     |
| 06.   | Kroatien    | 5      | 0     | 5     |

| Draw   | Zeit | Begegnung                | Resultat |
| ------ | ---- | ------------------------ | -------- |
| Draw 1 |      | Deutschland – Dänemark   | 12:3     |
|        |      | Tschechien – Frankreich  | 5:4      |
|        |      | Kroatien – Estland       | 2:13     |
| Draw 3 |      | Tschechien – Estland     | 11:6     |
|        |      | Kroatien – Deutschland   | 5:13     |
|        |      | Dänemark – Frankreich    | 2:16     |
| Draw 5 |      | Frankreich – Deutschland | 3:10     |
|        |      | Dänemark – Estland       | 5:12     |
|        |      | Tschechien – Kroatien    | 12:4     |

| Draw   | Zeit | Begegnung                | Resultat |
| ------ | ---- | ------------------------ | -------- |
| Draw 7 |      | Dänemark – Tschechien    | 5:11     |
|        |      | Frankreich – Kroatien    | 12:2     |
|        |      | Estland – Deutschland    | 2:13     |
| Draw 9 |      | Estland – Frankreich     | 10:4     |
|        |      | Deutschland – Tschechien | 2:5      |
|        |      | Kroatien – Dänemark      | 3:13     |

### Gruppe B
| Platz | Team       | Spiele | Siege | Ndlg. |
| ----- | ---------- | ------ | ----- | ----- |
| 01.   | Schottland | 5      | 5     | 0     |
| 02.   | Russland   | 5      | 4     | 1     |
| 03.   | Irland     | 5      | 2     | 3     |
|       | Polen      | 5      | 2     | 3     |
| 05.   | Slowakei   | 5      | 1     | 4     |
|       | Spanien    | 5      | 1     | 4     |

| Draw   | Zeit | Begegnung             | Resultat |
| ------ | ---- | --------------------- | -------- |
| Draw 1 |      | Schottland – Russland | 6:3      |
|        |      | Spanien – Irland      | 6:8      |
|        |      | Slowakei – Polen      | 10:5     |
| Draw 3 |      | Spanien – Polen       | 6:9      |
|        |      | Slowakei – Schottland | 2:13     |
|        |      | Russland – Irland     | 8:5      |
| Draw 5 |      | Irland – Schottland   | 6:13     |
|        |      | Russland – Polen      | 6:4      |
|        |      | Spanien – Slowakei    | 5:4      |

| Draw   | Zeit | Begegnung            | Resultat |
| ------ | ---- | -------------------- | -------- |
| Draw 7 |      | Russland – Spanien   | 9:3      |
|        |      | Irland – Slowakei    | 9:3      |
|        |      | Polen – Schottland   | 3:14     |
| Draw 9 |      | Slowakei – Russland  | 0:11     |
|        |      | Polen – Irland       | 13:4     |
|        |      | Schottland – Spanien | 8:4      |

### Gruppe C
| Platz | Team        | Spiele | Siege | Ndlg. |
| ----- | ----------- | ------ | ----- | ----- |
| 01.   | Schweden    | 5      | 4     | 1     |
|       | Finnland    | 5      | 4     | 1     |
| 03.   | Schweiz     | 5      | 3     | 2     |
|       | Lettland    | 5      | 3     | 2     |
| 05.   | Niederlande | 5      | 1     | 4     |
| 06.   | Luxemburg   | 5      | 0     | 5     |

| Draw   | Zeit | Begegnung               | Resultat |
| ------ | ---- | ----------------------- | -------- |
| Draw 2 |      | Schweden – Schweiz      | 6:2      |
|        |      | Niederlande – Finnland  | 2:13     |
|        |      | Luxemburg – Lettland    | 3:10     |
| Draw 4 |      | Niederlande – Lettland  | 3:7      |
|        |      | Luxemburg – Schweden    | 4:6      |
|        |      | Schweiz – Finnland      | 3:4      |
| Draw 6 |      | Finnland – Schweden     | 8:6      |
|        |      | Schweiz – Lettland      | 10:3     |
|        |      | Niederlande – Luxemburg | 7:3      |

| Draw    | Zeit | Begegnung              | Resultat |
| ------- | ---- | ---------------------- | -------- |
| Draw 8  |      | Schweiz – Niederlande  | 10:5     |
|         |      | Finnland – Luxemburg   | 12:0     |
|         |      | Lettland – Schweden    | 3:4      |
| Draw 10 |      | Lettland – Finnland    | 9:3      |
|         |      | Schweden – Niederlande | 15:0     |
|         |      | Luxemburg – Schweiz    | 3:10     |

### Gruppe D
| Platz | Team    | Spiele | Siege | Ndlg. |
| ----- | ------- | ------ | ----- | ----- |
| 01.   | Italien | 4      | 3     | 1     |
| 02.   | Ungarn  | 4      | 3     | 1     |
|       | England | 4      | 3     | 1     |
| 04.   | Wales   | 4      | 2     | 2     |
| 05.   | Andorra | 4      | 0     | 4     |

| Draw   | Zeit | Begegnung         | Resultat |
| ------ | ---- | ----------------- | -------- |
| Draw 2 |      | Italien – Wales   | 13:3     |
|        |      | Ungarn – England  | 4:9      |
| Draw 4 |      | Andorra – England | 3:9      |
|        |      | Wales – Ungarn    | 2:12     |
| Draw 6 |      | Wales – Andorra   | 11:1     |
|        |      | Ungarn – Italien  | 8:5      |

| Draw    | Zeit | Begegnung         | Resultat |
| ------- | ---- | ----------------- | -------- |
| Draw 8  |      | England – Wales   | 7:5      |
|         |      | Italien – Andorra | 9:6      |
| Draw 10 |      | England – Italien | 2:7      |
|         |      | Andorra – Ungarn  | 2:7      |

### Tie-Breaker
| Datum | Zeit | Begegnung        | Resultat |
| ----- | ---- | ---------------- | -------- |
|       |      | England – Ungarn | 5:6      |

## Playoffs
|  | Viertelfinale | Viertelfinale |            |             | Halbfinale       | Halbfinale |  |  | Finale | Finale |
|  |               |               |            |             |                  |            |  |  |        |        |
|  |               |               |            |             |                  |            |  |  |        |        |
|  | Tschechien    | 4             |            |             |                  |            |  |  |        |        |
|  | Tschechien    | 4             |            |             |                  |            |  |  |        |        |
|  | Schweden      | 6             |            |             |                  |            |  |  |        |        |
|  | Schweden      | 6             | Schottland | 2           |                  |            |  |  |        |        |
|  |               |               | Schottland | 2           |                  |            |  |  |        |        |
|  |               | Schweden      | 8          |             |                  |            |  |  |        |        |
|  | Schottland    | Schweden      | 8          | 7           |                  |            |  |  |        |        |
|  | Schottland    |               |            | 7           |                  |            |  |  |        |        |
|  | Ungarn        | 6             |            |             |                  |            |  |  |        |        |
|  |               |               | Schweden   | 4           |                  |            |  |  |        |        |
|  |               |               |            | Finnland    | 6                |            |  |  |        |        |
|  | Finnland      | 7             |            |             |                  |            |  |  |        |        |
|  | Russland      | 4             |            |             |                  |            |  |  |        |        |
|  | Russland      | 4             | Finnland   | 5           |                  |            |  |  |        |        |
|  |               |               | Finnland   | 5           | Spiel um Platz 3 |            |  |  |        |        |
|  |               | Deutschland   | 3          |             |                  |            |  |  |        |        |
|  | Italien       | Deutschland   | 3          | 4           | Schottland       | 3          |  |  |        |        |
|  | Italien       |               |            | 4           | Schottland       | 3          |  |  |        |        |
|  | Deutschland   | 6             |            | Deutschland | 7                |            |  |  |        |        |
|  | Deutschland   | 6             |            |             | 7                |            |  |  |        |        |
|  |               |               |            |             |                  |            |  |  |        |        |

### Endstand
| Platz | Land        |
| ----- | ----------- |
| 01    | Finnland    |
| 02    | Schweden    |
| 03    | Deutschland |
| 04    | Schottland  |
| 05    | Tschechien  |
| 06    | Russland    |
| 07    | Italien     |
| 08    | Ungarn      |
| 09    | Schweiz     |
| 10    | Estland     |
| 11    | Lettland    |
| 12    | England     |
| 13    | Frankreich  |
| 14    | Polen       |
| 15    | Irland      |
| 16    | Spanien     |
| 17    | Dänemark    |
| 18    | Wales       |
| 19    | Slowakei    |
| 20    | Niederlande |
| 21    | Luxemburg   |
| 22    | Kroatien    |
| 23    | Andorra     |